# Šljuke
Šljuke (en serbe cyrillique : Шљуке) est un village du nord du Monténégro, dans la municipalité de Pljevlja.

## Démographie

### Évolution historique de la population
| 1948 | 1953 | 1961 | 1971 | 1981 | 1991 | 2003 |
| ---- | ---- | ---- | ---- | ---- | ---- | ---- |
| 107  | 150  | 162  | 185  | 136  | 106  | 82   |